# Социалдемократическа партия (Естония)
Вижте пояснителната страница за други значения на Социалдемократическа партия.
Социалдемократическата партия (на естонски: Sotsiaaldemokraatlik Erakond) е лявоцентристка социалдемократическа политическа партия в Естония.
Основана е през 1990 г. с обединението на няколко социалистически групи в Естонска социалдемократическа партия. През 1996 г. се обединява с аграристката Естонска селска центристка партия под името Умерени, а през 1999 г. — с дясноцентристката Народна партия като Народна партия — умерени. Сегашното си име приема през 2004 г. Социалдемократическата партия участва в коалиционни правителства през 1992-1995, 1999-2001, 2007-2009 и от 2014 г., а нейният представител Тоомас Хендрик Илвес е президент на Естония от 2006 г.
На изборите през 2015 г. Социалдемократическата партия е трета с 15% от гласовете и 15 от 101 места в Парламента. Тя е част от коалицията, подкрепяща второто правителство на Таави Ръйвас.